# Xavier Woods
Austin Watson (Columbus (Georgia), 4 september 1986), beter bekend als Xavier Woods, is een Amerikaans professioneel worstelaar die sinds 2010 actief is in de World Wrestling Entertainment. Woods is met Kofi Kingston en Big E oprichter van de worstelgroep The New Day, waarmee hij enorm populair werd.
Woods is een 5-voudig WWE Tag Team Champion, titels die hij allemaal veroverde als lid van "The New Day". Woods' tweede kampioenschap aan de zijde van Kingston en Big E was de tweede langste periode in de geschiedenis, met name 483 dagen. Hij was daarvoor van 2007 tot 2010 onder de ringnaam Consequences Creed actief in de Total Nonstop Action Wrestling, waar hij een keer het TNA World Tag Team Championship veroverde als partner van Jay Lethal.
Woods maakte zich tevens populair door het bespelen van een trombone, die hij "Francesca" noemde, voor intrede naar de ring en tijdens wedstrijden van "The New Day".

## Professioneel worstelcarrière (2005-)

### Vroege jaren (2005-2007)

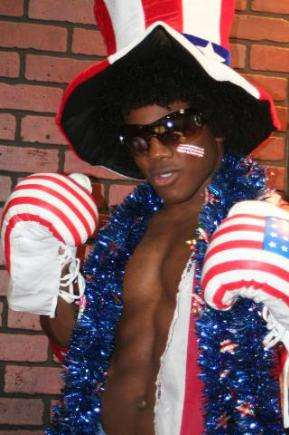
Watson als "Consequences Creed" in 2007

Watson begon zijn carrière in 2005 en sloot zich aan bij de 'National Wrestling Alliance (NWA)' in 2006. Watson was onderdeel van het tag team "Awesome Attraction", een partnerschap met Hayden Young. Hij worstelde onder de ringnaam "Austin Creed" en werd algauw door fans verkozen tot 'Most Popular Wrestler'. In april 2007 versloeg "Awesome Attraction" het team "Justice Served", bestaande uit Mike Free en Jason Justice en veroverde het 'NWA Tag Team Championship'.
Watson en Young waren de langst regerende 'Tag Team Champions' in de geschiedenis van de promotie. Watson worstelde ook voor 'Deep South Wrestling' (DSW), een opleidingscentrum van WWE, waar hij succes boekte. Na de split van de promotie met WWE in 2007, werd Watson de eerste 'DSW World Heavyweight Champion'.

### Total Nonstop Action Wrestling (TNA) (2007-2010)
In hetzelfde jaar transfereerde Watson naar Total Nonstop Action Wrestling, waar hij eerst een tag team vormde met Ron Killings. Het duo stond bekend als "Truth and Consequences". Watson worstelde voortaan onder de ringnaam "Consequences Creed". Hij daagde Sheik Abdul Bashir uit voor het TNA X Division Championship, maar verloor.
Creed was in oktober 2008 even lid van een jong team genaamd "The Frontline" in de worstelshow Impact! en kreeg het aan de stok met een team genaamd "The Main Event Mafia", dat voorheen werd geleid door worstelaars als Kurt Angle en Sting. In januari 2009 werkte Creed samen met "The Frontline"-lid Jay Lethal, waarna ze het TNA World Tag Team Championship veroverden met een overwinning tegen James Storm en Bobby Roode. Ze gingen door als team onder de toepasselijke naam "Lethal Consequences" (vrij vertaald: dodelijke gevolgen). Na een succesvolle periode liep Watsons contract af in maart 2010.
Watson was enkele maanden actief in "New Japan Pro Wrestling" (NJPW) en werkte nauw samen met de Japanse worstelaar Kota Ibushi. Watson won het 'Super 8'-toernooi in 2010, georganiseerd door de promotie 'East Coast Wrestling Association'.

### World Wrestling Entertainment (WWE) (2010-)

#### Training & debuut (2010-2014)
In juli 2010 sloot Watson een overeenkomst met WWE, waarna hij doorgestuurd werd naar het opleidingsprogramma Florida Championship Wrestling (FCW) (nu NXT). Watson worstelde voortaan als "Xavier Woods", zijn huidige ringnaam. Hij debuteerde als partner van Percy Watson, maar verloor van Brodus Clay en Donny Marlow. Vervolgens werkte hij samen met Wes Brisco, zoon van voormalig WWE-producent en worstelaar Gerald Brisco. Samen met Brisco veroverde Woods het FCW Florida Tag Team Championship in november 2010. Woods en Brisco verloren de titelriemen door een blessure van Brisco.
Woods werkte in navolging van Brisco samen met Marcus Owens om de titels te heroveren, maar faalde in zijn opzet. Woods begon zijn solocarrière, maar zijn prestaties bleven in 2011 en 2012 onder het gemiddelde. In 2013 maakte Woods zijn grote televisiedebuut in een aflevering van Monday Night Raw op 18 november 2013. Woods nam het als partner van R-Truth op tegen "The Rhinestone Cowboys" (Drew McIntyre & Jinder Mahal), later bekend als 3MB. Woods en R-Truth wonnen deze wedstrijd. Een week later versloeg hij Heath Slater.

#### The New Day (2014-)

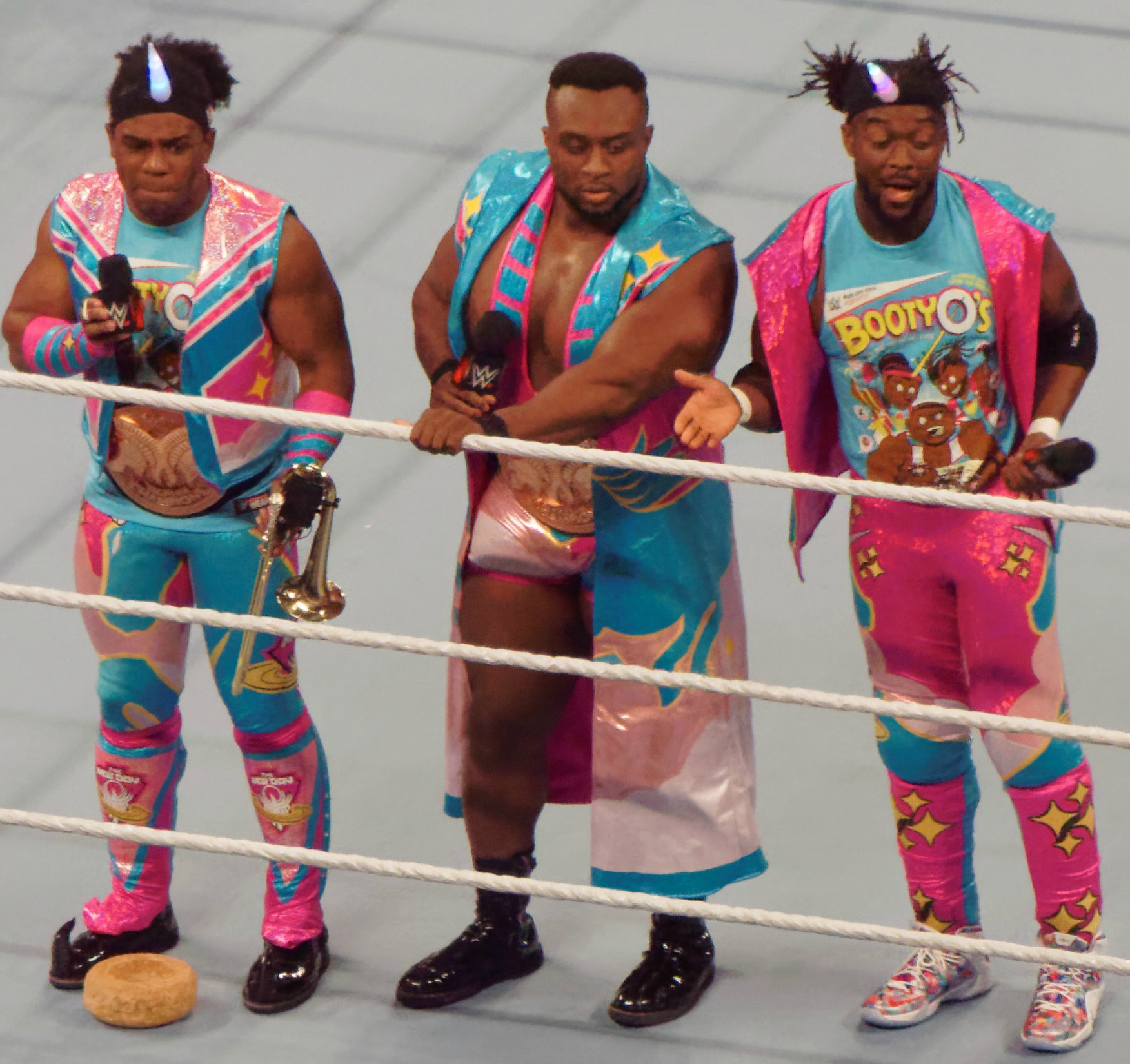
Woods (links, met trombone) met Big E (centraal) en Kofi Kingston als "The New Day"; Woods en Big E dragen het WWE Tag Team Championship

Tijdens een aflevering van Monday Night Raw op 21 juli 2014 nodigde hij Kofi Kingston en Big E uit om een tag team te vormen. Het aanbod werd aanvankelijk geaccepteerd, maar in de praktijk kwam niks van de samenwerking in huis. Woods, Kingston en Big E gingen verder met hun solocarrière, tot ze tijdens een aflevering van Raw op 3 november 2014 officieel verenigden als "The New Day".
Woods hielp Kingston en Big E om het WWE Tag Team Championship te winnen van Tyson Kidd en Cesaro bij het evenement Extreme Rules in april 2015. Het kampioenschap van "The New Day" ging een maand later verloren bij het evenement Money in the Bank na een nederlaag tegen The Prime Time Players (Titus O'Neil & Darren Young).
"The New Day" bleef het WWE Tag Team Championship heroveren en verliezen, met name tot vier keer toe. Twee keer gingen The Usos (Jimmy & Jey Uso) er met de titels vandoor. Sinds de zomer van 2017 was "The New Day" exclusief te zien in het programma Tuesday Night SmackDown! Live. "The New Day" daagde "The Usos" uit voor het WWE SmackDown Tag Team Championship en veroverden de titelriemen bij het evenement Battleground.
Woods en Big E werden namens "The New Day" verslagen door "The Usos" bij het evenement SummerSlam in augustus 2017, waardoor na 28 dagen reeds een einde kwam aan hun regeerperiode. Woods en Big E representeerden "The New Day" in een Hell in a Cell match in oktober 2017, maar verloren van "The Usos" en slaagden er als dusdanig niet in het WWE Tag Team Championship te bemachtigen. "The New Day" werd verslagen door The Shield (Dean Ambrose, Roman Reigns & Seth Rollins) bij het evenement Survivor Series in november 2017.
In januari 2018 nam Woods deel aan de Royal Rumble, maar werd geëlimineerd door Jinder Mahal. "The New Day" verloor van "The Usos" en winnaars "The Bludgeon Brothers" (Luke Harper & Erick Rowan) voor het WWE SmackDown Tag Team Championship bij het evenement WrestleMania 34. Vanaf het voorjaar van 2019 steunde hij Kingston in diens queeste naar het winnen van het WWE Championship, het hoogst aangeschreven kampioenschap in de federatie. Het trio was van mening dat Kingston een titelkans verdiende na 11 jaar dienst. Vince McMahon, voorzitter van en tv-figuur in WWE, deelde echter hun mening niet.
Woods zorgde er - na enkele "onrechtvaardige" tussenkomsten van Vince McMahon - samen met Big E voor dat Kingston de kans kreeg om titelhouder Daniel Bryan uit te dagen bij het evenement WrestleMania 35, waar Kingston het kampioenschap voor het eerst in zijn carrière op zijn naam schreef. Kingston was de allereerste Afro-Amerikaanse wereldkampioen in de geschiedenis.

## In worstelen
- Finishers
  - Creed–DT
  - TKO
  - MontiFisto

- Signature moves
  - Arm drag
  - Corner clothesline gevolgd door een bulldog
  - Cradle back to belly piledriver
  - Drop toe–hold
  - Leg drop
  - Military press double knee gutbuster
  - Northern lights suplex
  - Rolling thunder clothesline
  - Springboard one–handed bulldog
  - Swinging cradle suplex
  - Uppercut

## Prestaties
- Deep South Wrestling
  - DSW Heavyweight Championship (1 keer)

- Florida Championship Wrestling
  - FCW Florida Tag Team Championship (1 keer met Wes Brisco)

- NWA Anarchy
  - NWA Anarchy Tag Team Championship (1 keer met Hayden Young)
  - Most Popular Wrestler (2006)

- Total Nonstop Action Wrestling
  - TNA World Tag Team Championship (1 keer met Jay Lethal)

- World Wrestling Entertainment
  - WWE Tag Team Championship (5 keer, met Kofi Kingston en Big E)

- Pro Wrestling Illustrated
  - PWI Tag Team of the Year (2015, 2016) - met Kofi Kingston en Big E
  - PWI 500 - 58e in 2016

- Wrestling Observer Newsletter
  - Best Gimmick (2015) - met The New Day